# Турмс
Турмс (𐌕𐌖𐌓𐌌𐌑) — в етруській релігії є еквівалентом римського Меркурія, грецького Гермеса та єгипетського Тота, є богом торгівлі й посланцем між людьми та богами.
Етруські художні твори часто зображують Турмса в ролі провідника душ, що веде покійного в загробне життя . У цій якості його іноді зображали на етруських саркофагах. В іншому зображенні, в якому бога описано як 𐌕𐌖𐌓𐌌𐌑 𐌀𐌉𐌕𐌀𐌑 Turmś Aitaś або «Turms of Hades». Він сприяв Одісеєві у потойбіччі. Турмс також з'являється в образах із Парісом, Гераклом або Персеєм. Ім'я Турмс має виразно етруське походження, але на відміну від божеств, таких як Геракл та Аплу (Аполлон), імена яких були запозичені з гелленської мови.
Відомий більше з прикрас на побутових предметах, таких як дзеркала, хоча є свідчення про існування храму Турмса в Кортоні.
Бернар Комбет-Фарнукс трактує коментарі Сервія та Макробія як вказівку на те, що «Гермес-Турмс» мав епітет Камілла, що означає «слуга» (тобто інших богів). Шкілій Каллімаха додає, що «Кадмілос є Гермесом у Тиренії».
Турмс — також ім’я персонажа в історичному романі Міки Валтарі «Етруск» або ʼʼТурмс, безсмертнийʼʼ. Дія відбувається в п'ятому столітті до нашої ери.